# Jeanne Trimborn
Jeanne Trimborn (geb. Mali) (* 12. Februar 1862 in Verviers/Belgien; † 2. August 1919 in Unkel) war eine führende Persönlichkeit in der katholischen Frauenbewegung vor dem Ersten Weltkrieg.

## Leben
Sie war die Tochter eines belgischen Tuchfabrikanten aus Verviers. Im Jahr 1880 heiratete sie den deutschen Juristen und Zentrumspolitiker Karl Trimborn.
Ab 1898 begann sie sich neben der Tätigkeit als Hausfrau und Mutter im Vereinswesen des katholischen Milieus zu engagieren. Sie gehörte viele Jahre lang bis kurz vor ihrem Tod dem Zentralausschuss (Vorstand) des Katholischen Frauenbundes an. Aus Sorge um die Anerkennung des katholischen Frauenvereins durch konservative Kreise und den Klerus plädierte sie für eine enge Anlehnung an die „Orthodoxigkeit“ und für eine Betonung des traditionellen Frauenbildes. Innerhalb des Frauenbundes leitete sie die Kommission für caritative Bestrebungen.
Ihr Hauptinteresse galt der Mädchenschutzarbeit. Sie war daher Vorsitzende des Verbandes der katholischen Mädchenschutzvereine. Außerdem war sie Vorsitzende des Verbandes Katholischer Kaufmännischer Gehilfinnen und Beamtinnen Deutschlands.